# Learning to Fly (Hilary Duff)
Learning to Fly è il terzo DVD musicale di Hilary Duff. Dalla durata di 30 minuti, il DVD fu pubblicato il 16 novembre 2004 negli USA ed in Canada.

## Contenuti
Il DVD contiene il documentario Learning to Fly (Imparare a volare) ed il video musicale Fly. Nel documentario vengono mostrate scene della vita della cantante: durante i viaggi in aereo, mentre viene intervistata, durante le prove per i concerti del Metamorphosis Tour, mentre incontra i suoi fan, nella sala trucco.